# William Schnoebelen
William Schnoebelen (1949, Estats Units) és un autor evangelista cristià. És conegut per les seves opinions antimaçòniques i contra els mormons, els wiccans i els satanistes. Els seus llibres estan basats en les seves experiències personals durant diversos anys en l'ocultisme, abans de la seva conversió al Cristianisme.

## Obres
- Masonry: Behind the Light
- Blood on the Doorposts: An Advanced Course in Spiritual Warfare
- Wicca: Satan's Little White Lie
- Space Invaders
- Lucifer Dethroned
- Mormonism's Temple of Doom
- The Seventeen 'Straw Men' of the true Church